# Marienbrunnen (Friedberg)

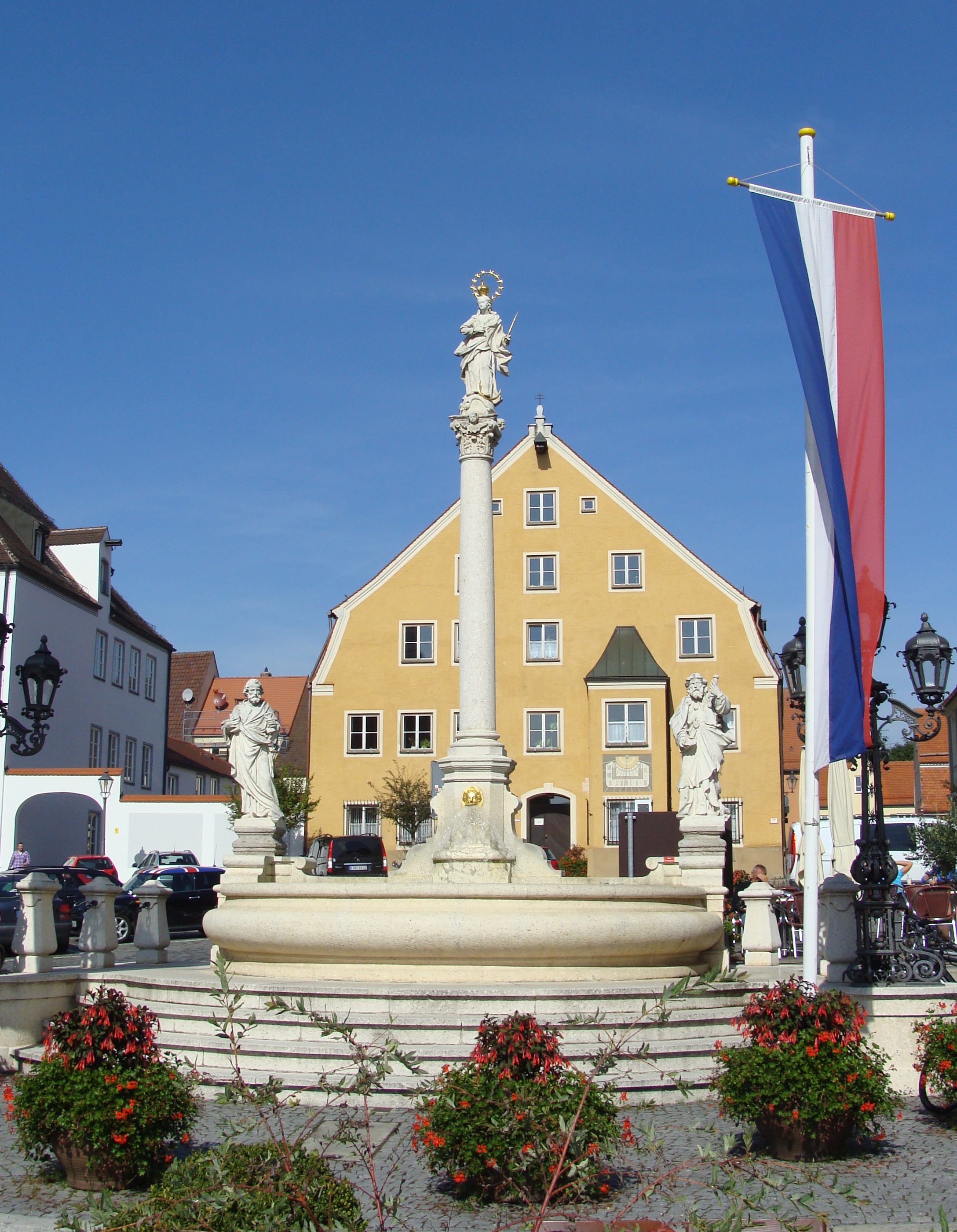
Marienbrunnen in Friedberg

Der Marienbrunnen ist ein Baudenkmal auf dem Marienplatz in Friedberg in Bayern.
1599 wütete die Pest und man gelobte zur Erlösung eine Mariensäule zu errichten. Das heutige Standbild, welches stilistisch in die zweite Hälfte des 17. Jahrhunderts datiert wird, steht auf einer Säule mit kompositem Kapitell mit geflügeltem Engelskopf. 1788 wurde um die Säule ein Brunnen ergänzt der am 15. August feierlich gesegnet wurde. Aufgrund der Cholera wurde das Gelübde von 1599 im Jahre 1856 erneuert. 1890 riss man den Brunnen mit der Mariensäule ab und erbaute ihn in barocker Form neu. Die Figuren des heiligen Petrus und des heiligen Jakobus vom Augsburger Bildhauer Sager wurden 1905 ergänzt. 1974 wurde der Brunnen, welcher in den Kriegen Schäden genommen hatte, erneuert.
Die Beleuchtung der Mariensäule erfolgte ab 1788 an Samstagabenden und an den Vorabenden von Marienfesten. Um 1880 fanden sich zwei einflammige Petroleumlaternen neben dem Brunnen. Im Zuge des Neubaus 1890 wurden zwei flankierende Kandelaber errichtet.
Seit 1914 heißt der Platz vor dem Rathaus Marienplatz.